# Tatort: Borowski in der Unterwelt
Borowski in der Unterwelt ist ein Fernsehfilm aus der Krimireihe Tatort. Er wurde vom Norddeutschen Rundfunk produziert und am 2. Oktober 2005 auf Das Erste erstgesendet. Es ist die insgesamt 608. Folge und die fünfte des Kieler Ermittlers Klaus Borowski, der sich dieses Mal bis in die Kieler Kanalisation begeben muss, um den Fall zu lösen, bei dem es am Ende keinen Mörder gibt.

## Handlung
In Kiel werden Leichenteile zunächst im Faulbehälter eines Klärwerks, später auch in der Kanalisation gefunden, die Spuren von Säureresten aufweisen. Die menschlichen Überreste stammen von verschiedenen Körpern. Zum Teil kann über die gefundenen Herzschrittmacher, Hüft- und Kniegelenke die Identität der betroffenen Personen herausgefunden werden. Noch während Borowski und seine Kollegin Jung analysieren, wie der Täter seine Opfer mit Säure aufgelöst und dann über die Toilette in die Kanalisation gespült haben könnte, erscheint der Priester Benz und gibt zu, der gesuchte Täter zu sein. Doch da er nur die Details nennt, die er aus der Zeitung kennen dürfte, wird ihm nicht so recht geglaubt. Borowski gelingt es auch nicht, etwas Konkretes aus ihm herauszubekommen. Es fehlt das Motiv, zumal er ein katholischer Priester ist. Borowski befragt ihn nach der 19-jährigen Doreen Winter, die erst seit zwei Tagen vermisst wird. Angeblich hat er sie mit dem Auto mitgenommen, aber wo sie jetzt ist und ob sie noch lebt, sagt er nicht.
Es ist anzunehmen, dass Benz lügt und möglicherweise jemanden deckt. Zwar wirkt er narzisstisch und eitel, doch lässt sich daraus kein Motiv ableiten. Er soll der Polizei zeigen, wo er die Morde begangen hat. So führt er die Ermittler durch die Kanalisation in einen Bunker. Dort stehen leere alte Badewannen, in denen er die Säure angewendet haben will. Borowski ist jedoch davon überzeugt, dass Benz lügt, und verbringt nun absurderweise seine Zeit damit, einem Geständigen nachzuweisen, dass dieser nicht der Täter ist.
Der verzweifelte Vater von Doreen Winter schießt auf Benz und verletzt ihn dabei schwer. Wie sich kurz darauf herausstellt, ist seine Tochter nur in Frankreich im Urlaub gewesen und konnte sich erst jetzt zurückmelden. Kaum wieder bei Kräften, gelingt es dem Priester, aus dem Krankenhaus zu fliehen.
Borowski findet inzwischen in Benz’ Kirche Fußspuren, die in die Kanalisation führen. Ihnen folgend trifft er auf einen geheimnisvollen Fremden, der geistig behindert zu sein scheint, nur sehr unverständlich spricht und schon seit Jahren in der Kanalisation lebt. Borowski gerät kurzfristig in dessen Gewalt, aber Benz kommt hinzu und lenkt die Aufmerksamkeit auf sich. Aufgrund seiner doch schweren Verletzung stirbt er in den Armen des Fremden.
So stellt sich am Ende heraus, dass der Unbekannte kein Mörder war. Er hat dem Priester lediglich gebeichtet und davon berichtet, was er alles gefunden hatte, und dieser hatte es missverstanden. So ist Frida Pöschel, von der der Herzschrittmacher stammte, 1990 in die Kieler Förde gesprungen und hatte sogar einen Abschiedsbrief hinterlassen, der jetzt erst gefunden wurde. Bei einem Unfall eines LKW-Fahrers wurde dessen Bein nie gefunden. Der Fremde hat alles nur gesammelt – „menschliches Treibgut“ sozusagen.

## Hintergrund
Die Dreharbeiten zu Borowski in der Unterwelt unterstützte das THW vom Ortsverband Kiel: Für den Film musste ein Bunkerabschnitt geflutet und gestaut werden.

## Rezeption

### Einschaltquoten
Die Erstausstrahlung von Borowski in der Unterwelt am 2. Oktober 2005 wurde in Deutschland insgesamt von 5,40 Millionen Zuschauern gesehen und erreichte einen Marktanteil von 15,8 Prozent für Das Erste.

### Kritik
„Ein Fall für hartgesottene ‚Tatort‘-Fans ist dieser [‚]Borowski in der Unterwelt’. Leichenteile suchen ein Zuhause. Das mag makaber klingen, doch Autor Sascha Arango setzt dabei nicht auf das Thrillerhaft-Spekulative, vielmehr schwingt immer neben dem leicht Grotesken auch eine beiläufige Form der Zivilisationskritik mit. ‚Es taucht jemand auf, der im wahrsten Sinne des Wortes in unserer Scheiße lebt‘, so die Regisseurin Claudia Garde. Das ‚zwei Welten‘-Prinzip hebt den Film auch visuell stark von den üblichen ‚Wo-waren-Sie-gestern-Abend‘-Krimis ab. Atmosphäre und Action erwarten den Zuschauer gleichermaßen. Die Unterwelt, das ist hier nicht der Platz für Gangster, sondern ein mythologischer Ort und ein Terrain, das zu diesem einzelgängerischen Quertreiber Borowski bestens passt. Endlich kann der mal so richtig abtauchen. Möglich machte es das grenzwertige Buch von Grimme-Preisträger Arango, der zuletzt die schwarzhumorige Eva Blond erfand. Hauptdarsteller Axel Milberg, der seinem selbstgefälligen Arroganzbolzen auch ein wenig Charme auf den Weg ins kloakige Nass mitgibt, findet aber auch in Uwe Bohm seinen Meister.“

Die Kritiker bei quotenmeter.de befinden die Story an sich eigentlich ziemlich gut und interessant, bemängelt dann jedoch die dramaturgische Ausarbeitung und bezeichnete sie als geradezu katastrophal.

„Im gesamten Film kommt fast nie Spannung auf und die Auflösung am Ende ist wirklich mehr als unbefriedigend, weil die Geschichte überhaupt nicht abgeschlossen wird und vieles im Dunkeln bleibt, was zur Verstimmung des Zuschauers führt.“

Tilmann P. Gangloff kommt hingegen bei evangelisch.de zu einem etwas anderen Urteil:

„Nun ist man ja mitunter ratlos oder sogar verärgert, wenn am Ende Fragen offen bleiben. Hier ist das anders. Es steigert im Gegenteil den Realitätsgehalt einer ungewöhnlich morbiden und zudem in jeder Hinsicht surrealen Geschichte, die eigentlich völlig unrealistisch wirkt.“